# Jalgaszbaj Berdimuratov
Jalgaszbaj Berdimuratov (1995. –) üzbég kötöttfogású birkózó. A 2019-es birkózó-világbajnokságon bronzérmet nyert 77 kg-os súlycsoportban, kötöttfogásban. A 2017-es Junior birkózó Ázsia-bajnokságon kötöttfogásban, a 74 kg-os súlycsoportban ezüstérmet szerzett. A 2016-os Junior birkózó Ázsia-bajnokságon kötöttfogásban, a 84 kg-os súlycsoportban bronzérmet szerzett.

## Sportpályafutása
A 2019-es birkózó-világbajnokságon a 77 kilogrammos súlycsoportban bronzérmet szerzett. Ellenfele a kazah Aszkat Dilmukhamedov volt, akit 3-1-re legyőzött.